# Венера Лели
«Венера Лели» — римская мраморная скульптура Венеры, копия (тип) «Венеры на корточках» эллинистического оригинала Доидалсаса из Вифинии, датируемая периодом династии Антонинов. Является частью британской королевской коллекции (инв. RCIN 69746), находится в Британском музее в Лондоне.
В прошлом скульптура принадлежала мантуанским герцогам из дома Гонзага, у которых она была приобретена в 1627–1628 годах для короля Англии Карла I Стюарта. После поражения и казни последнего в ходе Английской революции скульптура была продана и впоследствии вошла в собрание голландского портретиста Питера Лели, от имени которого получила современное наименование; на устроенной после смерти Лели распродаже в 1682 году статуя была вновь приобретена в королевскую коллекцию.

## Описание и история
Богиня любви с повёрнутой вправо головой изображена присевшей на какой-то предмет, предположительно раковину, как будто её застали во время купания. Обе ноги согнуты, правая почти касается земли. Правой рукой Венера тянется к левому плечу, прикрывая свою наготу.
Статуя впервые была зарегистрирована в коллекции герцогов Гонзага в Мантуе, опубликованной в 1627 году. В коллекции Гонзага скульптура была замечена живописцем Питером Паулем Рубенсом, сделавшим с неё рисунок; позднее фигура Венеры, аналогичная «Венере Лели», появилась на картине Рубенса «Аллегория с Венерой, Купидоном, Вакхом и Венерой» (около 1612–1613; Кассельская картинная галерея). Эта работа оказала настолько сильно влияние на его чувственный стиль живописи женской обнаженной натуры, что одно из его произведений было выбрано для экспозиции на выставке «Rubens: A Master in the Making» Лондонской национальной галереи, проходившей с 26 октября 2005 года по 15 января 2006 года.

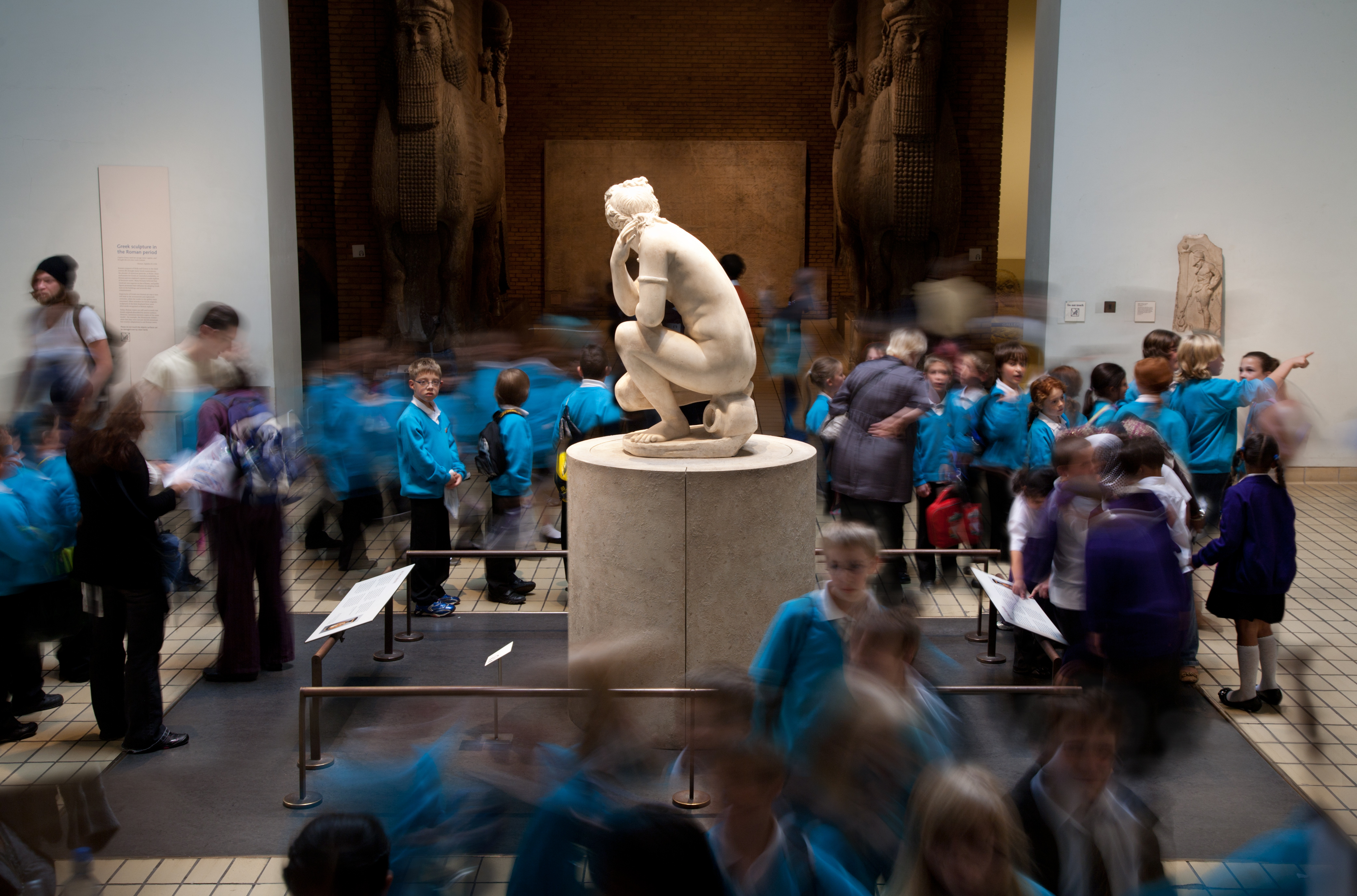
Скульптура в галерее Британского музея

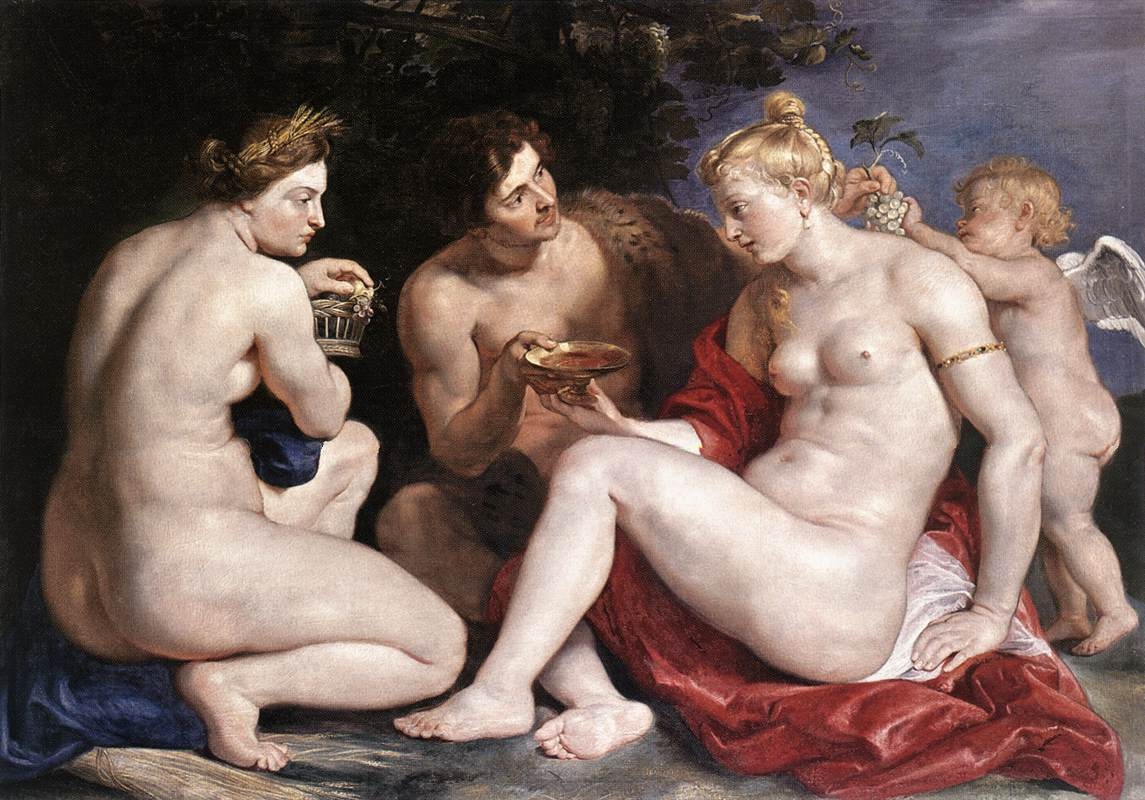
П. П. Рубенс. Аллегория с Венерой, Купидоном, Вакхом и Церерой. 1612–1613. Картинная галерея, Кассель

Вскоре, в 1627—1628 годах работа была приобретена у дома Гонзага для Карла I. В 1631 году французский посланник Даниэль Нис в письме известному коллекционеру 1-му виконту Дорчестеру отмечает вновь приобретённую статую как «тончайшую из всех», оценив её в 6000 экю. После распродажи коллекций Карла I, последовавшей за его низложением и казнью в ходе Английской революции, статуя оказалась в собственности голландского портретиста и знатока искусства сэра Питера Лели, от имени которого она получила свое современное название. Через два года после смерти Лели скульптура повторно была приобретена для Королевской коллекции. Статуя была украдена из дворца Уайтхолл после пожара в нём 1698 года. Была найдена и восстановлена в собственность короны через четыре года.
В 1902 году статую отправили из Кенсингтонского дворца в Виндзорский замок, где она была помещена в оранжерею. С 1963 года Венера Лели находится в долгосрочной аренде в Британском музее; обработана защитным консервантом и в настоящее время выставлена для обзора публики в одной из галерей.